# Merchants Bank Building (Providence)
El Merchants Bank Building es un edificio comercial histórico en 32 Westminster Street en el Downtown de la ciudad Providence, la capital del estado de Rhode Island (Estados Unidos). Es una estructura de piedra rojiza de seis pisos, diseñada por Alpheus C. Morse y Clifton A. Hall y construida en 1855-1857. Cuando se construyó, esta estructura de estilo italiano fue uno de los primeros edificios del distrito financiero de Providence y ahora está rodeada por rascacielos modernos mucho más grandes. Tiene reminiscencias arquitectónicas de los palacios romanos, con planta baja porticada, ventanas del segundo nivel rematadas por frontones alternados de arco rebajado y triangular, y cornisa volada con moldura dentada y modillones. El edificio sirvió como sede del Merchants Bank hasta que se fusionó con Providence National Bank en 1920.
El edificio fue incluido en el Registro Nacional de Lugares Históricos en 1977.